# 松平綱賢
松平 綱賢（まつだいら つなかた）は、江戸時代前期の武士。越後国高田藩の世嗣。

## 略歴
寛永10年（1633年）3月11日、松平光長の嫡男として生まれる。母は萩藩主毛利秀就の長女・登佐姫。幼名は徳千代。
征夷大将軍徳川家綱から偏諱を賜って綱賢に改名。延宝2年（1674年）1月30日、高田城において42歳で死去。世嗣には叔父永見長頼の嫡男綱国が養子として迎えられた。綱賢の死によって越後騒動が勃発し高田藩が改易となる。

## 系譜
- 正室：梅姫（豊光院） - 九条道房三女